# Johann König
Pour les articles homonymes, voir König.
Johann König, peintre allemand, baptisé le 21 octobre 1586 à Nuremberg, décédé dans la même ville le 4 mars 1642. Disciple d'Adam Elsheimer.
Un tableau de lui se trouve au Musée du Louvre, La Vierge à l'œillet, huile sur bois (peuplier), 0,60 par 0,59m. Il s'agit d'une copie partielle d'après un original attribué à Léonard de Vinci conservé à Munich, Alte Pinakothek. Seul le paysage est de Johann König, le groupe de la Vierge à l'enfant et le vase de fleurs d'une autre main anonyme. Le Louvre conserve aussi trois dessins de lui ainsi que les Beaux-arts de Paris.